# Ulla Procopé
Ulrika (Ulla) Eleonora Matilda Procopé-Nyman, född 17 november 1921 i Helsingfors, död 21 december 1968 på Teneriffa, var en finlandssvensk keramiker och formgivare. 
Ulla Procopé var ett av tre barn till överstelöjtnanten Alexander Fredrik (1876–1956) och Karin Maria Procopé, född Spåre (1885–1924). Hon utexaminerades från Centralskolan för konstflit i Helsingfors 1948 och var därefter formgivare på Arabia i Helsingfors nästan till sin död 1968. Hon arbetade med brukskeramik och formgav flera serviser både vad gäller form och dekor. Procopé finns representerad på bland annat Nationalmuseum i Stockholm.
Hon var gift med Torsten Jarl Fridolf Nyman (född 1920). 

## Produkter i urval
- S-modellen:
  - Ruska stengods med brun glasyr, som var i produktion mellan 1961 och 1999. Ruska-kaffekoppen är Arabias mest sålda kaffekopp genom tiderna. Ulla Procopé gjorde både modell och glasyr.
  - Anemone med handmålad blå blomsterdekor.
  - Rosmarin med handmålad blomsterdekor i rostrött och brunt.
- Liekki, en serie eldfasta karotter och grytor i brunglaserat stengods, i produktion från 1957.
- Tekanna modell GA, i två storlekar och med flera glasyrer, bland annat matt svart, matt brun och matt vit.
- Tekanna modell GD med socker- och gräddskål, med tekanna i två storlekar och med olika glasyrer.
  - Kaarna, matt brun.
  - Mahonki, blank brun.
- Modellen ND
  - Valencia, med handmålad koboltblå dekor på vit botten, i produktion från 1961 till 2002. Fram till 1979 gjordes den i fajans, och därefter i vitt stengods.
  - Purpuri-jenkka, handmålad.

Hon formgav också modellen till Arabias marmeladbytta modell FA, till vilken Raija Uosikkinen gjorde dekoren Pomona.